# Каштелян, Сергей Андреевич
Серге́й Андре́евич Каштеля́н (18 [31] июля 1910 — 15 января 1995) — советский артист оригинального жанра, режиссёр, педагог. Народный артист РСФСР (1985). Заслуженный деятель искусств РСФСР (1979).

## Биография
С. Каштелян родился в Боровичах Петербургской губернии.
Художественное образование началось в Московском музыкальном техникуме. Увлёкшись цирком, перешёл в 1930 году в Техникум Циркового Искусства по специальности музыкальной эксцентрики, который закончил в 1934 году, овладев многими жанрами.

## Творчество

### Актёр, режиссёр
В 1933 году студентом был приглашён вместе со своим соучеником Николаем Павловским в Московский мюзик-холл. Вместе с партнёром (общий псевдоним «Отто и Каштелян») самостоятельно подготовили номер для спектакля «Артисты варьете», построенный на эксцентрической пантомиме, акробатике и сложных каскадах. Каждому трюку было найдено психологическое оправдание, что делало номер эффектным и смешным. В постановке «Под куполом цирка» исполняли роль ковёрных.
В 1933 снимались в фильме «Веселые ребята», исполняя сложные трюки в знаменитой сцене драки-репетиции. Дуэт существовал до 1936.
После закрытия Московского мюзик-холла (1936) приглашён в труппу Театра сатиры, где прошёл серьёзную школу актерского мастерства и режиссуры, наблюдая выступления корифеев театра, работу режиссёра Н.Горчакова, который поручал Каштеляну небольшие роли и постановки эксцентрических пантомим.
В 1938 перешел на эстраду. Каштелян создал при Управлении гражданского воздушного флота джаз-оркестр, в котором был художественным руководителем и ведущим актёром. В представлении «Весёлый час» (реж. Ф. Каверин) исполнил роль некоего «Человека из Тамбова». Поначалу полный профан в искусстве, затем ошеломлял акробатической техникой и блистательной игрой на рояле.
Творчество Каштеляна стало неотделимо от музыки и часто определялось ею. В начале войны возглавил джаз-оркестр «Буковина».
После взятия Киева (1943) организовал в этом городе республиканский Театр миниатюр. Актёр и режиссёр программ «На шляху до Берлина» и «Ждём наших родных».
В 1946 году возглавил новый состав государственного оркестра Львовского джаза. Некоторое время с оркестром работал театральный режиссёр Фёдор Каверин.
В 1948 вернулся в Москву, тяжёлая болезнь оборвала артистическую карьеру.

### Режиссёр-педагог ГУЦЭИ
Заметить одарённого человека, заставить его поверить в свои силы, научить неустанному труду и всемерно помочь осуществиться — в этом главная задача режиссёра.
В 1955 обратился к преподавательской деятельности. Задался целью воспитать артистов, способных сделать номера оригинального жанра не набором трюков с подогнанной под них случайной музыкой, а говорящими, действенными, публицистичными, как песня или стихи.
Работая с учениками в ГУЦЭИ Каштелян, стал объединять пантомиму с эксцентрикой, акробатикой, игрой с предметами, пронизывая действие музыкой и шумовыми эффектами. Интуиция и талант не подвели Каштеляна — уже в первых номерах (1950—1960-е гг.), созданных для Б. Амарантова («Ке-ля-ля», «Атомщик»), А. Черновой и Ю. Медведева («Это не должно повториться»), А. Жеромского («Бумажный солдатик») и многих других, отличающихся серьёзностью содержания, метафоричностью, точным решением костюма и реквизита, соответствием замысла с индивидуальностью исполнителя.
Неожиданно сочетались разные технические приёмы, рождалась неотделимость музыкального и зрительного образа, обобщённость достигала значения символа. Жанр обрёл новое художественное качество, иной уровень режиссуры. Своеобразным итогом творчества Каштеляна этого периода явился спектакль Театра на Таганке — «Десять дней, которые потрясли мир» (реж. Ю. Любимов, 1964), в котором Каштелян поставил пантомимические интермедии и эпизоды.
Многие использованные Каштеляном приёмы (огонь, решётки, кресты и пр.) пополнили лексику пантомимистов и дали начало новому, метафорическому направлению советской пантомимы.
В 1960—1963 годы Каштелян — режиссёр Всероссийской творческой мастерской эстрадного искусства.
В 1960—1980 годы обращается к самым различным темам: лирика в «Золушке» и «Мимолетность» у С. Власовой и О. Школьникова, «Как прекрасен этот мир» и «Лунной сонате» у С. Кабигужиной и С. Шукурова, «Бумерангах» Н. и В. Гречаненко, «Море» у И. Дагаевой и А. Карпенко. Юмором окрашен «Мульт» Жеромского, «Капризная гитара» В. Микитченко, «Тёркин в бане» Б. Оплетаева, «На хоккейной площадке» А. и А. Грищенковых.
Во славу спорта поставлены номера для олимпийской чемпионки Л. Петрик — «Русская красавица»; для Н. и А. Бальмонтов «Тренер и олимпийская надежда». В жанре музыкальной эксцентрики Каштелян создал «Музыканта и гномика» Е. и В. Троян, «Этюд с балалайкой» Н. Старосельцева. Музыка определила режиссёрское решение номеров «Вечное движение» А.Беренштейна, «Болеро» на музыку Равеля у В. Руденко и др. Каштелян — лауреат многих всероссийских конкурсов артистов эстрады за режиссуру.
Ещё в 1968 сделал попытку создания Театра оригинального жанра, объединив в нём своих учеников. Но театр просуществовал недолго, главным образом по причинам организационным. В 1980-х годах состоялось несколько творческих вечеров Каштеляна, давших представление о масштабах его таланта, неожиданности и непохожести каждой новой работы. Программы этих вечеров свидетельствовали о возникновении такого понятия, как режиссёрский метод Каштеляна. Его последователями стали: Чернова, Жеромский, Карпенко, режиссёры: В. Шпак, А. Бойко, В. Гнеушев.

«Я просто не знаю второго такого человека, который столько бы придумал и столько сделал в области оригинальных жанров эстрады.
Каштелян, с моей точки зрения, мастер единственный в своем роде. Ведь Сергей Андреевич ещё и педагог, который не просто учит подопечных, он их создает как актеров. И ученики его один за другим выходят в лауреаты различных международных и всесоюзных конкурсов, всемирных фестивалей молодежи и студентов, получают высшие награды нашей творческой молодежи — премии Ленинского комсомола. По количеству „титулованных“ учеников Каштелян, пожалуй, не знает равных: их более тридцати!
Я очень люблю, ценю и уважаю этого поистине большого художника, работающего в жанре, которому я отдал большую часть своей жизни. Огромное спасибо ему! И это говорю не я один, а все те, кто знают его жизнь и его чудесное творчество».— Леонид Утёсов, Народный артист СССР.
Беспредельный выдумщик. «Вечерняя Москва», 1980, 18 июля.

## Награды и звания
- Народный артист РСФСР (28 октября 1985).
- Заслуженный деятель искусств РСФСР (29 января 1979)
- Лауреат многих всероссийских конкурсов артистов эстрады за режиссуру.